# Boloria interligata
Boloria interligata är en fjärilsart som beskrevs av Cabeau 1922. Boloria interligata ingår i släktet Boloria och familjen praktfjärilar. Inga underarter finns listade i Catalogue of Life.